# Botz-en-Mauges
Botz-en-Mauges is een plaats en voormalige gemeente in het Franse departement Maine-et-Loire in de regio Pays de la Loire. De plaats maakt deel uit van het arrondissement Cholet.

## Geschiedenis
Toen op 15 maart 2015 het kanton Saint-Florent-le-Vieil werd opgeheven gingen de gemeenten op in het op die dag gevormde kanton La Pommeraye. Op 15 december 2015 fuseerden de gemeenten van het voormalige kanton tot de commune nouvelle Mauges-sur-Loire.

## Geografie
De oppervlakte van Botz-en-Mauges bedraagt 15,8 km², de bevolkingsdichtheid is 42,2 inwoners per km².
De onderstaande kaart toont de ligging van Botz-en-Mauges met de belangrijkste infrastructuur en aangrenzende gemeenten.

## Demografie
Onderstaande figuur toont het verloop van het inwonertal.
Beausse · Botz-en-Mauges · Bourgneuf-en-Mauges · La Chapelle-Saint-Florent · Le Marillais · Le Mesnil-en-Vallée · Montjean-sur-Loire · La Pommeraye · Saint-Florent-le-Vieil · Saint-Laurent-de-la-Plaine · Saint-Laurent-du-Mottay